# Maheshkhali
Maheshkhali (en bengali : মহেশখালী) est une upazila du Bangladesh dans le district de Cox's Bazar. En 1991, on y dénombrait 219 520 habitants.